# 964 до н. е.

## Події
- Початок будівництва храму Соломоном.
- Чжоуський Му-ван пішов походом на захід і досяг «місця, де відпочивали сині птахи», на горі Саньвей.